# Щербанка

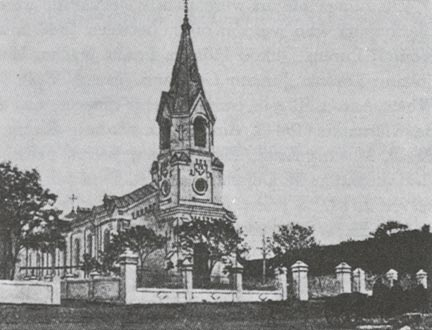
Церковь Святых Ангелов-Хранителей в Эльзасе (ныне Щербанка), 1909 г.

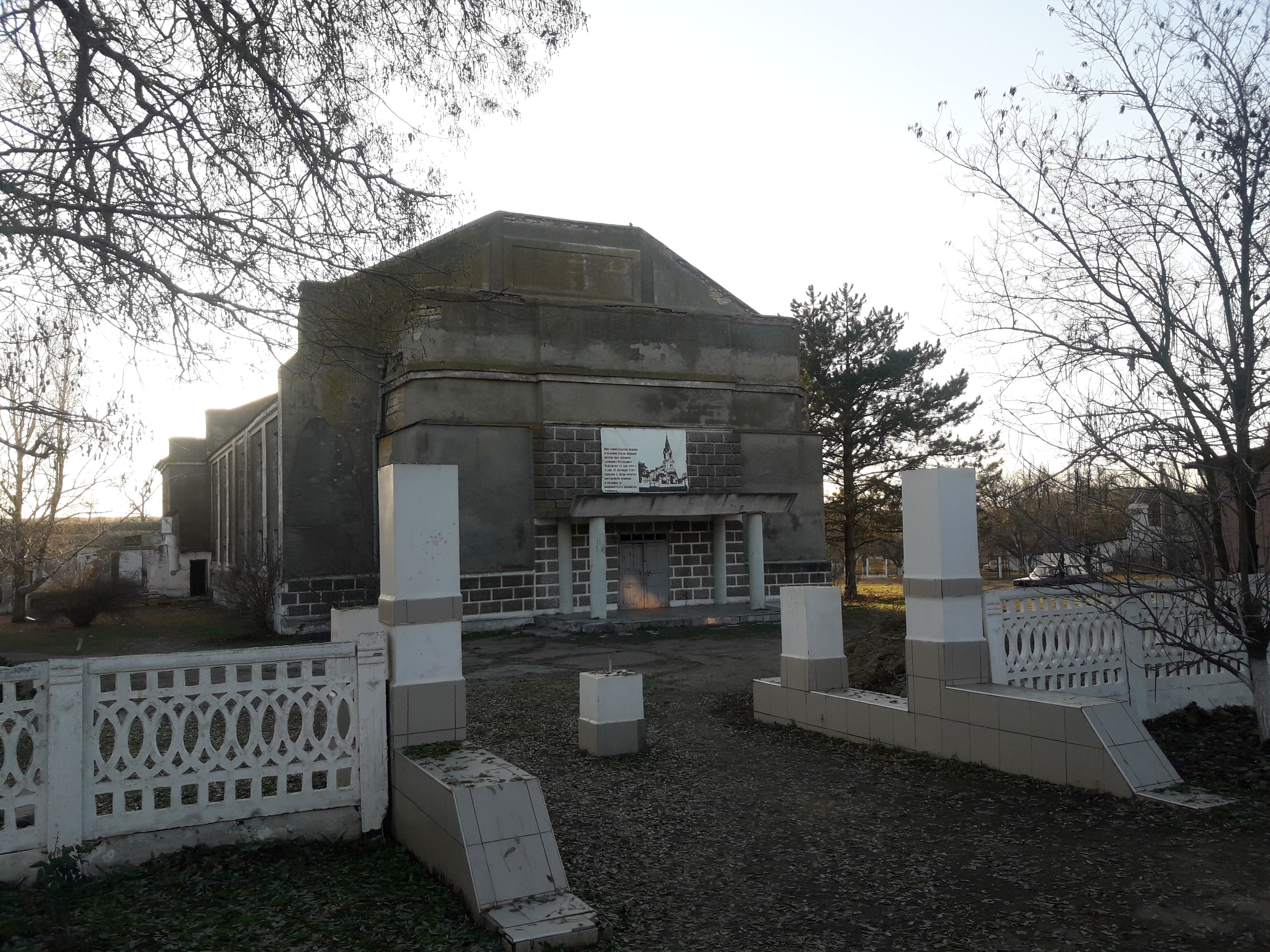
Церковь в нынешнем состоянии.

Щербанка (укр. Щербанка, до 1945 года Эльзас) — село, относится к Раздельнянскому району Одесской области Украины.
Население по переписи 2001 года составляло 1426 человек. Почтовый индекс — 67462. Телефонный код — 4853. Занимает площадь 0,902 км². Код КОАТУУ — 5123985601.

## История
Село основано в 1808 году немцами-колонистами из Эльзаса, Бадена и Пфальца. Относилось к колонистскому округу Кучурган (центром округа была колония Зельц).
В 1945 г. Указом ПВС УССР село Эльзас переименовано в Щербанку.

## Местный совет
67462, Одесская обл., Раздельнянский р-н, с. Щербанка